# Gnosjö kommunblock
Gnosjö kommuneblok var en kommuneblok i Jönköpings län i Småland. Kommuneblokken blev oprettet i 1964 og nedlagt i 1974.
Som en forberedelse til kommunalreformen i 1971 blev Sveriges daværende 1006 kommuner grupperede i 282 kommuneblokke med virkning fra 1. januar 1964.
Gislaveds kommuneblok bestod af den nuværende Gnosjö kommun. 
Blokken blev nedlagt i 1974.